# Oberhöflein (Gemeinde Höflein an der Hohen Wand)
Oberhöflein ist eine Ortschaft und eine Katastralgemeinde der Gemeinde Höflein an der Hohen Wand im Bezirk Neunkirchen in Niederösterreich.

## Geografie
Der am südwestlichen Ende der Neuen Welt gelegene Ort ist von der Puchberger Straße leicht erreichbar. Er wird von Frauenbach entwässert, der westlich des Ortes entspringt. Zur Ortschaft zählen weiters die Bergknappensiedlung, die Streusiedlung Hohe Wand sowie einige Einzellagen.

## Geschichte
Im Jahr 1822 wurde der Ort als Dorf mit 19 Häusern genannt, das zum Kirchbühel nach Rothengrub eingepfarrt war und die Kinder zur Einschulung nach Willendorf wurden. Die Herrschaft Seebenstein besaß die Ortsobrigkeit, besorgte die Konskription und hatte die Grundherrschaft inne. Die Landgerichtsbarkeit wurde vom Magistrat Wr. Neustadt ausgeübt. Laut Adressbuch von Österreich waren im Jahr 1938 in Oberhöflein fünf Gastwirte, ein Gemischtwarenhändler, ein Viktualienhändler und einige Landwirte ansässig.